# Stefano Rastrelli
Stefano Rastrelli (Livorno, 10 aprile 1934 – Roma, 8 dicembre 2020) è stato un diplomatico italiano.

## Biografia
Nel marzo 1960 si laurea in Giurisprudenza presso l'Università degli Studi di Pisa. Entra in carriera diplomatica nel gennaio 1963 e dal 1 Aprile 1963 lavora alla Direzione generale degli Affari economici. Il 12 Gennaio 1964 viene nominato addetto commerciale aggiunto di 2 classe e il 15 Marzo 1965 addetto commerciale aggiunto di 1 classe. Il 18 ottobre 1965 viene destinato all'Ambasciata d'Italia a Baghdad. Nel Febbraio 1967 viene inquadrato come Segretario di Legazione di Terza Classe e il 21 Dicembre 1967 viene nominato Segretario di Legazione di Seconda Classe. Nel luglio 1968 viene destinato a Berna. Nel maggio 1969 è nominato Primo Segretario di Legazione. Dal marzo 1972 è nuovamente impiegato nella Direzione Generale degli Affari economici del Ministero degli Affari esteri. Dal 1 Novembre 1974 è Consigliere a Mosca. Viene nominato Consigliere d'Ambasciata dal 1 gennaio 1979. È destinato come Consigliere a Stoccolma nel gennaio 1979. dal 1 gennaio 1980 è Primo Consigliere nella stessa sede. Nel novembre 1986 è nominato Ministro Plenipotenziario di seconda classe.
Nel giugno 1988 viene nominato Ambasciatore a Lagos (Nigeria) accreditato anche come Ambasciatore a Porto-Novo (Benin).
Il 24 giugno 1994 viene nominato Ambasciatore d'Italia a Sofia, dove rimane fino all'ottobre 1996.
Rientra al Ministero nell'ottobre del 1996 come Responsabile dell'U.A.M.A. (Unità per le unità dei materiali d'armamento) presso la Direzione generale per gli affari economici.
Nel maggio 1999 viene nominato Ambasciatore d'Italia a Maputo accreditato anche a Mbabane nello Swaziland..
È andato in pensione nel maggio 2001.
È morto a Roma l'8 dicembre 2020

## Opere
- “La Moldava” di Smetana. Diario intimo di un diplomatico, Roma, Serarcangeli, 2005.